# Neomahutia
Neomahutia là một chi bọ cánh cứng trong họ Chrysomelidae.
Chi này được miêu tả khoa học năm 1936 bởi Laboissiere.

## Các loài
Chi này gồm các loài:
- Neomahutia cyanipennis (Laboissiere, 1936)